# Абахов, Карибай
Карибай Абахов (22 сентября 1914, Аулиеатинский уезд, Сырдарьинская область, Туркестанский край, Российская империя — 10 февраля 1984, село Тельман, Луговской район, Джамбулская область, Казахская ССР) — тракторист колхоза имени Ленина Луговского района Джамбулской области, Казахская ССР. Герой Социалистического Труда (1967).

## Биография
Родился в 1914 году в крестьянской семье в одном из сельских населённых пунктов Аулиеатинского уезда. Происходит из рода сикым племени дулат. В раннем детстве осиротел, воспитывался родственниками. С 13-летнего возраста трудился пастухом. Во время коллективизации вступил в сельскохозяйственную артель. Окончив трёхмесячные курсы механизации, трудился трактористом до призыва летом 1941 года в Красную Армию по мобилизации. В 1941—1942 годах трудился на строительстве военного завода в Челябинской области. С марта 1942 года участвовал в Великой Отечественной войне. Воевал стрелком-пулемётчиком в составе 375-го стрелкового полка. В сентябре 1942 года получил ранение, находился три месяца в госпитале. В ноябре 1943 года получил повторное ранение, после которого был комиссован в 1944 году.
Возвратившись на родину, трудился трактористом во второй бригаде в колхозе имени Ленина Луговского района. Ежегодно показывал высокие трудовые результаты. Неоднократно занимал передовые места в колхозном социалистическом соревновании. В 1964—1966 годах выработал на тракторе МТЗ-50 4379 гектаров условной пашни, что составило три нормы. По итогам 1966 года бригада, в которой он трудился, собрала в среднем с каждого гектара на 40 килограммов больше зерновых, чем в среднем по колхозу. Указом Президиума Верховного Совета СССР от 19 апреля 1967 года удостоен звания Героя Социалистического Труда за «достигнутые успехи в увеличении производства и заготовок зерна в 1966 году» с вручением ордена Ленина и золотой медали «Серп и Молот» (№ 14597).
С 1969 года — член КПСС. С 1968 года — персональный пенсионер союзного значения. Проживал в селе Тельман Луговского района. Будучи пенсионером, трудился в колхозе до 1975 года. Умер в феврале 1984 года.